# Limnophila (Limnophila) pilosipennis
Limnophila (Limnophila) pilosipennis is een tweevleugelige uit de familie steltmuggen (Limoniidae). De soort komt voor in het Australaziatisch gebied.